# NGC 6704
إن جي سي 6704 التي يرمز لها بالرمز NGC 6704، هي مجرة، في كوكبة الترس (كوكبة).

## الاكتشاف
اكتشفت في 23 يوليو 1854، بواسطة تيودور فريدريك أوغست.

## روابط خارجية
- NGC 6704 على موقع ويكي سكاي: DSS2, SDSS, GALEX, IRAS, Hydrogen α, X-Ray, Astrophoto, Sky Map, Articles and images